# Communauté de communes du Val Drouette
La Communauté de communes du Val Drouette est une ancienne communauté de communes française, située dans le département d'Eure-et-Loir et la région Centre-Val de Loire. En 2017, elle a fusionné avec 4 autres communautés de communes pour devenir la communauté de communes des Portes Euréliennes d’Île-de-France, dont le siège est situé à Épernon.

## Historique
La communauté de communes du Val Drouette a été créée le 23 novembre 2001.

## Composition
La structure regroupe cinq communes au 1er janvier 2015.
| Nom                      | Code Insee | Gentilé     | Superficie (km2) | Population (dernière pop. légale) | Densité (hab./km2) |
| ------------------------ | ---------- | ----------- | ---------------- | --------------------------------- | ------------------ |
| Épernon (siège)          | 28140      | Sparnoniens | 6,45             | 5 518 (2014)                      | 856                |
| Droue-sur-Drouette       | 28135      | Dorasiens   | 5,26             | 1 261 (2014)                      | 240                |
| Gas                      | 28172      | Gassiens    | 11,97            | 775 (2014)                        | 65                 |
| Hanches                  | 28191      | Hanchois    | 16,04            | 2 700 (2014)                      | 168                |
| Saint-Martin-de-Nigelles | 28352      | Nigellois   | 12,31            | 1 581 (2014)                      | 128                |

## Démographie
| 2006   | 2012   |
| ------ | ------ |
| 11 456 | 11 750 |

## Organisation

### Conseil communautaire
Le conseil communautaire compte 32 sièges répartis en fonction du nombre d'habitants de chaque commune.

### Liste des présidents
Le président de la communauté de communes est élu par le conseil communautaire. 
| Période | Période  | Identité         | Étiquette | Qualité         |
| ------- | -------- | ---------------- | --------- | --------------- |
| ?       | En cours | Françoise Ramond |           | maire d'Épernon |

### Siège
6 place Aristide Briand, 28230 Épernon.

## Compétences
Nombre total de compétences exercées : 24.

### Compétences obligatoires
- Développement économique
  - Création, aménagement, entretien et gestion de zones d’activités à caractère industriel, commercial, tertiaire, artisanal. Sont déclarées d’intérêt communautaire toutes les zones d’activités existantes ou futures sur les cinq communes de la communauté (SCOT approuvé au 1er juillet 1998)
  - Promotion et valorisation du territoire du Val Drouette pour son attractivité économique et environnementale
  - Mise en œuvre des aides économiques sur le territoire du Val Drouette, à l’exception des opérations pour le commerce et l’artisanat en centre bourg
- Aménagement de l'espace communautaire
  - Mise en œuvre, suivi et évolution du Schéma de Cohérence Territoriale (SCOT)
  - Aménagement du pôle d’échanges multimodal de la gare d’Épernon :
    - Étude des modes de transports, de déplacement et de stationnement des usagers notamment ceux de la gare d’Épernon
    - Suivi et coordination des études et actions réalisées par les divers maîtres d’ouvrage en matière de transports collectifs et de stationnement
    - Aide financière au renforcement des lignes de rabattement, sur le territoire du Val Drouette, en transports collectifs vers le pôle d’échanges multimodal
    - Réalisation des travaux d’aménagement
    - Gestion des parcs de stationnement du pôle d’échanges multimodal

  - Zones d’aménagement concerté (ZAC) d’intérêt communautaire. Sont déclarées d’intérêt communautaire, les opérations d’urbanisme qui concernent au moins deux communes membres de la communauté de communes et présentent un intérêt stratégique pour le développement territorial du Val Drouette
  - Restauration et entretien de lavoirs présentant un caractère patrimonial. Sont déclarés d’intérêt communautaire les lavoirs :
    - de la rue de l’Abreuvoir à Hanches
    - de la Perruche, situé chemin des Aulnes à Saint-Martin-de-Nigelles
    - de l’étang de Gas

### Compétences optionnelles
- Politique de logement social d'intérêt communautaire et actions en faveur des personnes défavorisées
- Études sur les besoins et types de logements ou hébergements
- Aide à la réalisation de logements sociaux sur demande ou en complément des communes :
  - constitution de réserves foncières
  - Garantie d’emprunts aux bailleurs sociaux
- Élimination et valorisation des déchets des ménages et déchets assimilés

### Compétences facultatives
- Développement des services à la population dans les domaines suivants :
  - Social et socioéducatif, par l’étude des besoins, la construction, l’entretien, la gestion et l’animation de structures d’accueil. Sont déclarés d’intérêt communautaire l’ensemble des services d’accueil à destination de la petite enfance ainsi que les services d’accueil périscolaire et extrascolaire à destination de l’enfance et de la jeunesse
  - Politique d’aide à la formation et à la recherche d’emploi sur le bassin de la communauté de communes
- Opérations liées à la construction d'une gendarmerie dans le cadre de la loi d'orientation et de programmation de la sécurité intérieure
  - Conduite d'études nécessaires à la prise en compte de compétences ultérieures
  - Politique de sécurité et de prévention de la délinquance